# Justus Claproth

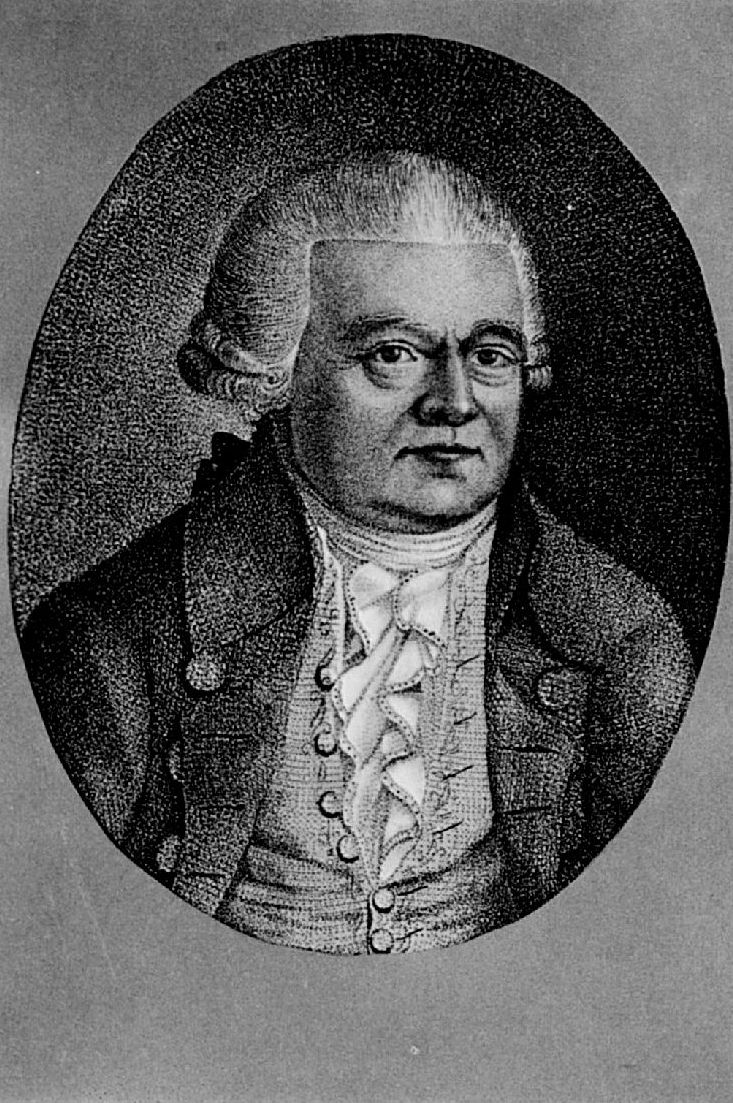
Justus Claproth. Stich von Heinrich Schwenterley (1792)

Justus Claproth (* 28. Dezember 1728 in Kassel; † 20. Februar 1805 in Göttingen) war ein deutscher Jurist und gilt als Erfinder des Recyclingpapiers.

## Leben
Claproth promovierte 1754 in Göttingen und war seit 1759 dort als Professor und Manufakturrichter tätig, später erhielt er den Titel eines königlich-großbritannischen und kurfürstlich-braunschweig-lüneburgischen Hofrats.
1774 veröffentlichte er eine Schrift mit dem Titel Eine Erfindung, aus gedrucktem Papier wiederum neues Papier zu machen. Darin berichtet Claproth von Versuchen, die er zusammen mit dem Papiermacher Johann Engelhard Schmid (1736–1811) aus Klein Lengden bei Göttingen in dessen Mühle angestellt hatte, um aus bedrucktem Altpapier neues Schreibpapier herzustellen. Dazu wurde die Druckerschwärze mit Terpentinöl und Wascherde ausgewaschen. Damit hat Claproth das Entschwärzungs- oder Deinking-Verfahren in die Papiertechnik eingeführt, auch wenn sich dieses erst Jahrhunderte später durchsetzen sollte.
Der Rechtswissenschaftler Johann Christian Claproth war sein Onkel.

## Veröffentlichungen
- Erfindung aus gedrucktem Papier wiederum neues Papier zu machen. Göttingen 1774.
  - Eine Erfindung aus gedrucktem Papier wiederum neues Papier zu machen. Faksimile des Originals von 1774. Mit Nachwort hrsg. von Hans H. Bockwitz. Deutsches Museum für Buch und Schrift, Leipzig 1948, DNB 450795179.
  - Eine Erfindung aus gedrucktem Papier wiederum neues Papier zu machen, und die Druckerfarbe völlig heraus zu waschen. Faksimile der Ausgabe: Barmeier, Göttingen 1774. Basler Papiermühle, Basel 1986, DNB 210493259.
- D. Justus Claproths Königl. Groß-Britannisch- und Churfürstlich-Braunschweig-Lüneburgischen Hofraths, ordentlichen Lehrers der Rechte und Beysitzer der Juristen-Fakultät, auf der Georg-Augustus-Universität, Mitgliedes der Königlichen Landwirthschafts-Gesellschaft zu Zelle, der Königlich teutschen Gesellschaft zu Göttingen, auch der hochfürstlich Hessen-Cassellischen Gesellschaft des Ackerbaues und der Künste Einleitung in sämtliche summarische Processe zum Gebrauch der practischen Vorlesungen. 2., vermehrte Auflage. Im Verlage der Wittwe Vandenhoeck, Göttingen 1785, IX, (46)